# Alexander von Suchten
Alexander von Suchten (c. 1520 em Dirschau (Tczew) ou Danzigue (Gdańsk), † 7 de novembro de 1575 em Linz), Ele era poeta e médico e foi,(em sua época), um famoso alquimista.

## Vida
Pouco se sabe sobre a vida de Suchten.  Seus pais eram Georg von Suchten e Euphemia Schultz. A família Suchten (em polonês "Suchta") era originária da região do Baixo Reno. Em 1400, a família mudou-se para Danzigue, onde seus membros se tornaram bastante influentes; alguns membros da família tornaram-se conselheiros, vereadores e prefeitos da cidade.  Christoph Suchten, um tio paterno, tornou-se secretário do rei polonês Sigismundo I; um tio materno, Alexander Schultze (em alemão Scultetus) era um cônego em Frombork e um dos poucos amigos de Nicolau Copérnico. 
A partir de 1535, Suchten frequentou a escola secundária em Elbląg.   Em dezembro de 1538, ele recebeu uma posição eclesiástica, passando a atuar como cônego em Frombork, através de seu tio Alexander Schultze.   Não muito depois, essa posição foi barrada a homens sem instrução, de modo que Suchten se matriculou na Universidade de Leuven em 19 de janeiro de 1541, onde estudou filosofia e medicina.  Por volta de 1545, ele passou algum tempo na corte de Alberto da Prússia, em Königsberg, onde publicou seu poema Vandalus (baseado em uma lenda polonesa sobre a princesa Wanda). .  Entre 1549 e 1552, Suchten foi empregado como alquimista por Oto Henrique, Eleitor Palatino. De 1554 a 1557, ele estava na corte real polonesa de Cracóvia. Posteriormente, ele teria adquirido o doutorado em medicina em uma universidade italiana (presumivelmente na universidade italiana (talvez a Universidade de Ferrara). 
Em 1563 ele tentou, sem sucesso, obter uma posição como médico pessoal em Königsberg. A partir de 1567, trabalhou com o médico de Estrasburgo, e paracelsista Michael Toxites, na Alsácia e no Alto Reno. No outono de 1574, Suchten finalmente assumiu a posição de médico rural em Linz, na Alta Áustria, onde morreu em 7 de novembro de 1575. 

## Obras (seleção)
As obras de Alexander von Suchten foram fortemente baseadas em Paracelso, onde ele expressamente se manifestava contra o charlatanismo - especialmente contra a possibilidade de uma transmutação de metais (fabricação de ouro) - no campo da química e da medicina.
- Uma verdadeira filosofia...
- Dialógo alquímico
- Os segredos do antimônio (Estrasburgo, 1570)(em alemão)
- Zween Tractat, Vom Antimonio (Mömpelgard, 1604) (em alemão)
- Antimonii Mysteria Gemina (Leipzig, 1604) (em alemão)
- Chymische Schrifften Alle, Hamburgo, 1680 (em alemão) (também contém alguns textos controversos e de autenticidade disputada)

## Galeria de imagens
Trata-se de uma representação teosófica da alquimia e da Cabala judaica, com uma descrição original das imagens da biblioteca alemã de fotos, da autoria de Alexander von Suchten. 

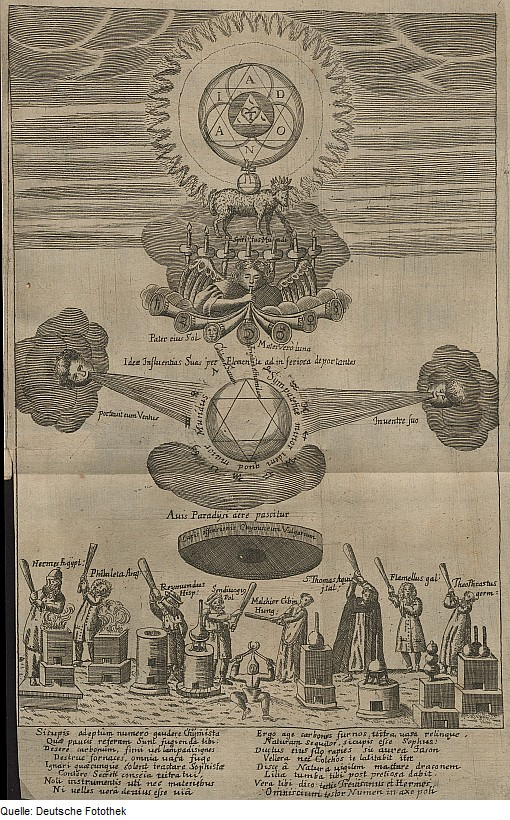
Representação de elementos alquímicos
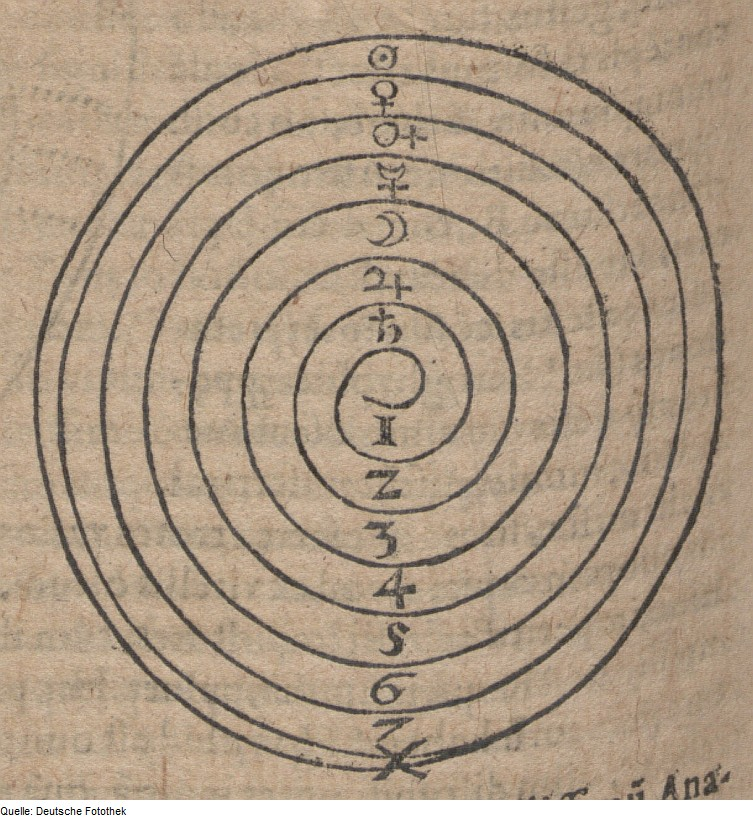
Representação teosófica da alquimia
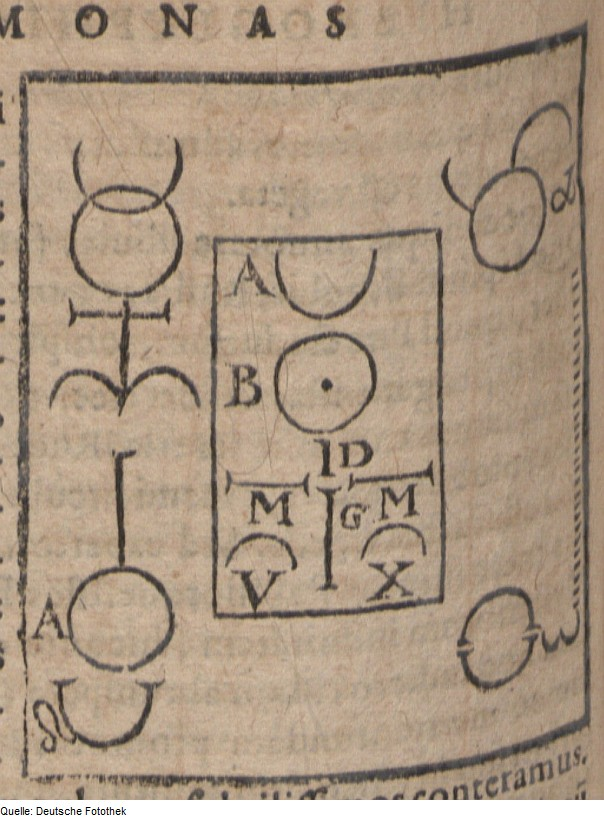
Representação teosófica da alquimia
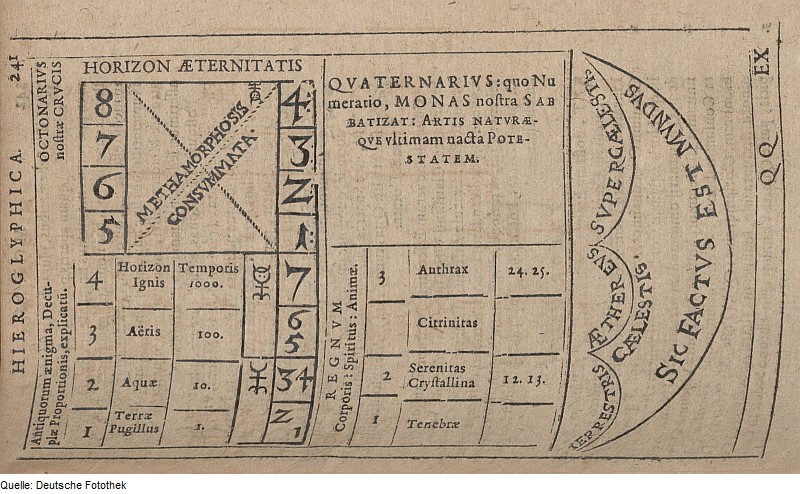
Representação teosófica da alquimia
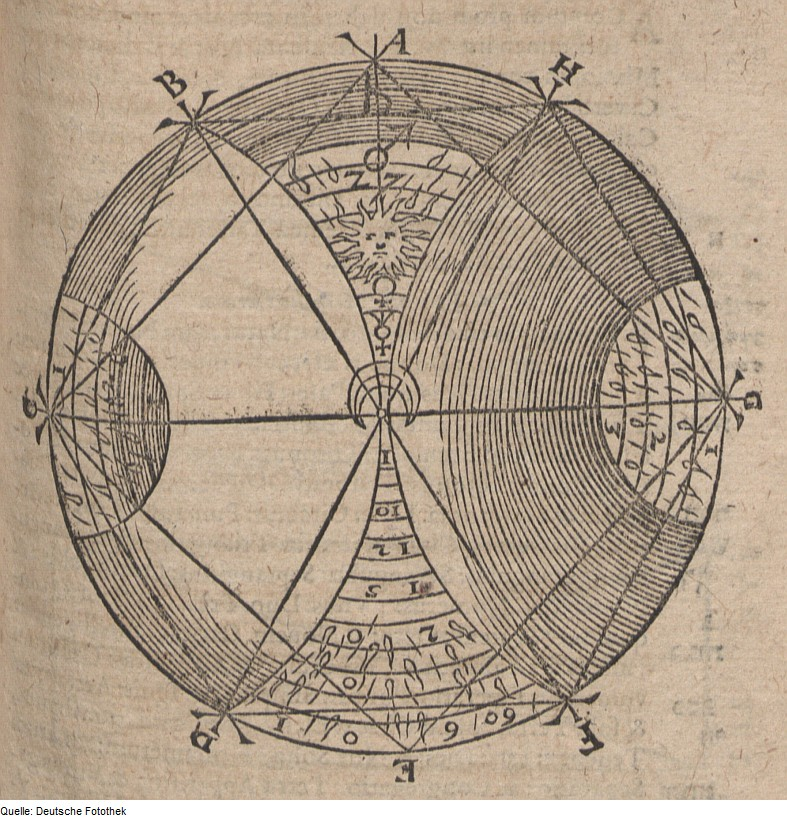
Representação teosófica da alquimia
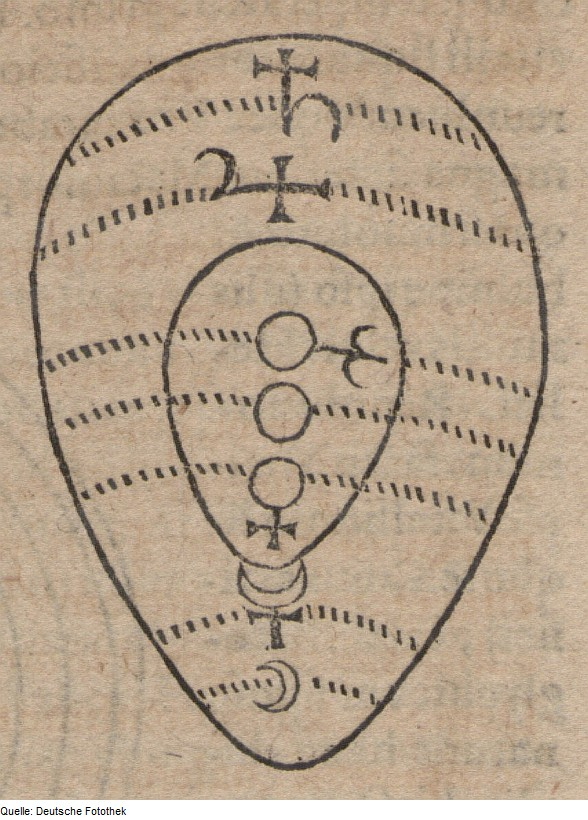
Representação teosófica da alquimia
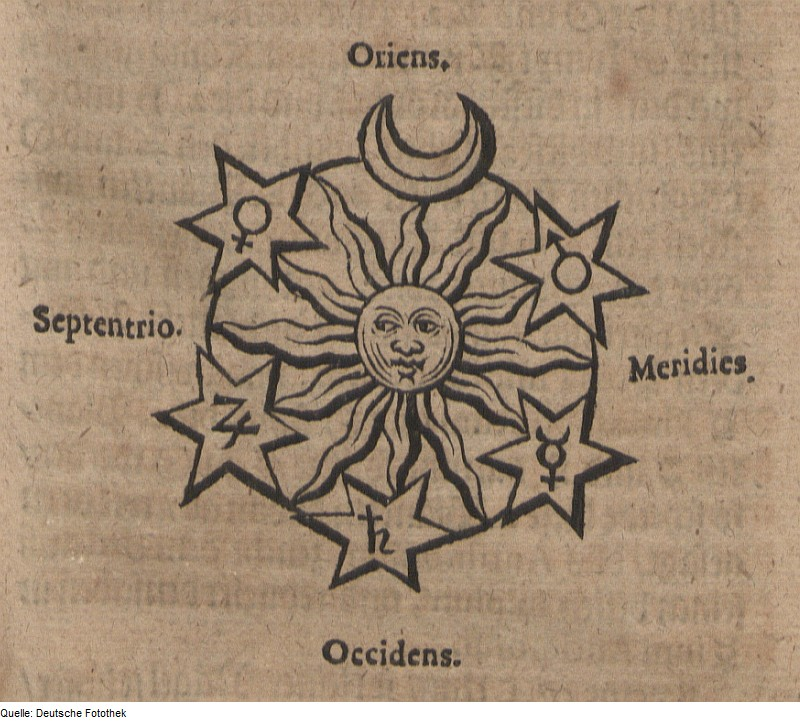
Posição alquimicamente perfeita dos corpos celestes
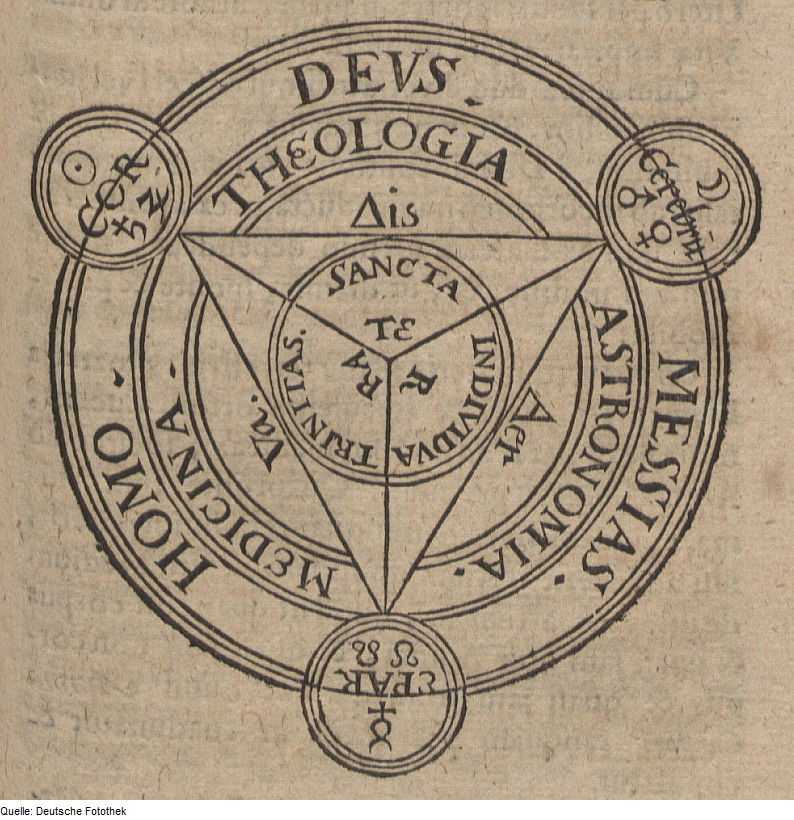
Posição do homem na teosofia médica
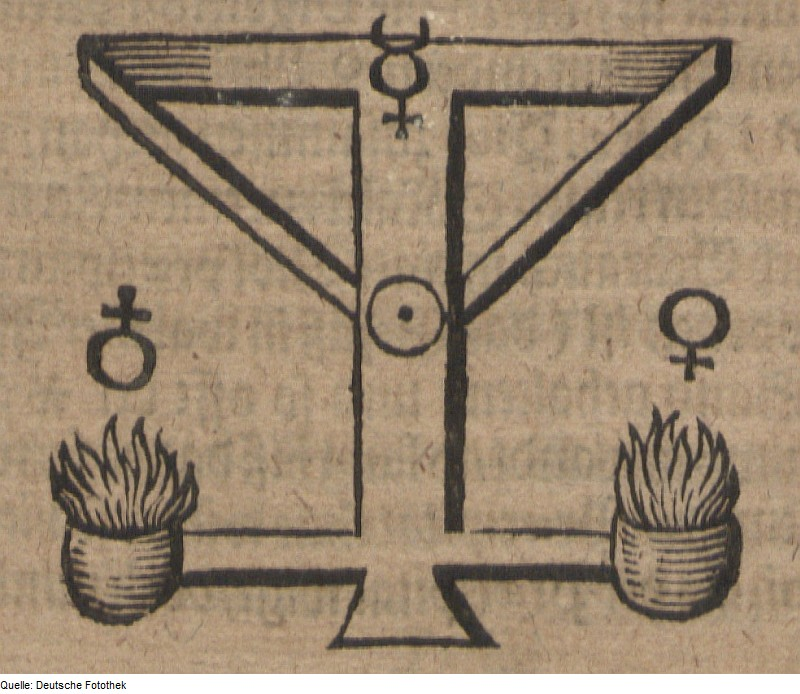
Representação filosófica para a comparação das propriedades
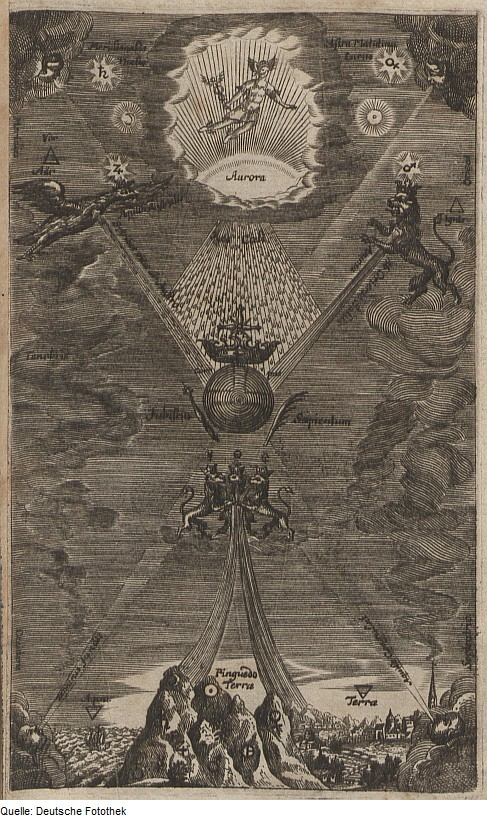
Descrição original da imagem da biblioteca alemã de fotos